# Bell (Californie)
Pour les articles homonymes, voir Bell.
Bell est une ville du comté de Los Angeles, dans l'État de Californie aux États-Unis.

## Présentation
Au recensement de 2010 sa population était de 35 477 habitants. La ville est située sur la rive ouest de la Los Angeles River, au nord de South Gate. Bell Gardens se trouve à l'est.
La ville a été le cadre en mars 2000 du vol de 55 statuettes des Oscar.

## Démographie
| Groupe            | Bell | Californie | États-Unis |
| ----------------- | ---- | ---------- | ---------- |
| Blancs            | 53,8 | 57,6       | 72,4       |
| Autres            | 39,2 | 17,4       | 6,4        |
| Métis             | 4,4  | 4,9        | 2,9        |
| Afro-Américains   | 1,0  | 6,2        | 12,6       |
| Amérindiens       | 0,9  | 1,0        | 0,9        |
| Asiatiques        | 0,7  | 13,1       | 4,8        |
| Total             | 100  | 100        | 100        |
|                   |      |            |            |
| Latino-Américains | 93,1 | 37,6       | 17,4       |

| 1930  | 1940   | 1950   | 1960   | 1970   | 1980   |
| ----- | ------ | ------ | ------ | ------ | ------ |
| 7 884 | 11 264 | 15 430 | 19 450 | 21 836 | 25 450 |

| 1990   | 2000   | 2010   | - | - | - |
| ------ | ------ | ------ | - | - | - |
| 34 365 | 36 664 | 35 477 | - | - | - |